# Вторые Тойзи
Вторы́е Тойзи́ (чув. Чӑрӑш Туҫа) — деревня в Цивильском районе Чувашской Республики. Входит в состав Конарского сельского поселения.

## География
Находится в северной части Чувашии на расстоянии приблизительно 13 км на восток по прямой от районного центра города Цивильск.

## История
Известна с 1719 года, когда в ней было 75 дворов, 254 мужчин. В 1747 году было учтено 294 мужчины, в 1795 (с двумя выселками) — 136 дворов, 861 житель, 1858—399 жителей, 1897—498, в 1926—122 двора, 588 жителей, 1939—545 жителей, 1979—266. В 2002 году было 73 двора, 2010 — 57 домохозяйств.

## Население
Постоянное население составляло 142 человека (чуваши 99 %) в 2002 году, 133 в 2010.